# Understanding by Design
Understanding by Design, UbD (czyt. /ju-bi-di/)  – podejście edukacyjne obejmujące proces planowania. Polskim tłumaczeniem tego terminu jest planowane zrozumienie. UbD stanowi jeden z przykładów odwróconego planowania, w którym odgórnie założone rezultaty bierzemy za punkt odniesienia przy projektowaniu: programu nauczania, kryteriów oceny i instrukcji dla uczniów. Model edukacyjny UbD koncentruje się na takim nauczaniu, które ma doprowadzić uczniów do zrozumienia nauczanego tematu. Orędownikami modelu UbD byli Jay McTighe and Grant Wiggins, którzy opisali go w swojej książce z roku 1998 pod tytułem Understanding by Design, opublikowanej w Association for Supervision and Curriculum Development „Understanding by Design” oraz „UbD” są zastrzeżonymi znakami towarowymi Stowarzyszenia „Association for Supervision and Curriculum Development” (ASCD).

## Nauczanie dla rozumienia
Smith and Siegel postulowali w swoim artykule iż „edukacja ma na celu przekazywanie wiedzy: uczniowie są kształceni do pewnego momentu, gdy będą zdolni sami dojść do zrozumienia nauczanego przedmiotu”.
Podczas gdy uczniowie są zdolni dysponować elementarną wiedzą w konkretnym temacie, nauczyciele mogą odnosić się do ich zasobów w sposób holistyczny i kształcić uczniów poprzez przywoływanie uczniowskiej wiedzy w różnych kontekstach tematycznych na zasadzie prostego przypominania – w tym właśnie miejscu rozumienie odgrywa kluczową rolę. Celem nauczania dla rozumienia (ang. teaching for understanding) jest zaopatrzenie uczniów w narzędzia potrzebne do przekucia, tego co wiedzą i tego co będą wiedzieć pod koniec cyklu nauczania, na świadome wykorzystywanie swoich zasobów intelektualnych w realizacji twórczych pomysłów.
W świecie przepełnionym informacjami, nauczyciele są tylko w stanie wesprzeć uczniów w nauczeniu się przez nich niewielkiej liczby faktów i idei. W związku z tym tak ważne jest, aby nauczyciele zaopatrywali uczniów w narzędzia potrzebne do odszyfrowywania i rozumienia różnych idei. Przekładalność umiejętności przezywanych uczniom na rzeczywistość to kwintesencja technik postulowanych przez McTighe'a i Wigginsa. Jeśli uczeń jest w stanie przełożyć swoje umiejętności ćwiczone w klasie na nieznane wcześniej sytuacje (niezależnie czy akademickie, czy nieakademickie), można mówić u niego o prawdziwym i głębokim rozumieniu.
Nauczanie dla rozumienia wykorzystano jako bazę do rozwoju nauki czytania i pisania dla uczniów podlegających pod system TESOL (ang. Teaching English as a second or foreign language).